# هرمان دوزه
هرمان دوزه (آلمانی: Hermann Doose) یک صرع‌شناس و متخصص مغز و اعصاب کودکان اهل آلمان بود.

## زندگی‌نامهٔ حرفه‌ای
او دانش‌آموختهٔ رشتهٔ پزشکی در دو دانشگاه کیل و دانشگاه فرایبورگ بود و رسالهٔ دکترایش دربارهٔ «آگلوتینین» بود. وی دورهٔ تخصص پزشکی کودکان را نیز در دانشگاه کیل گذراند.
شهرت او بابت توصیف سندرم دوزه است که نخستین بار در دههٔ ۱۹۶۰ میلادی توسط او انجام شد. علاوه بر این، او چندین سندرم تشنجی را نیز برای نخستین بار شرح داده‌است که برخی از آنان عبارتند از:
- ۱۹۶۵ - صرع اَبنسنس نوجوانی[۳]
- ۱۹۹۴ - صرع ابسنس نوزادی[۴]
- ۱۹۹۸ - صرع فراگیر خردسالی[۵][۶]

علاوه بر اینها، او تعداد قابل توجهی مقاله و کتاب دربارهٔ صرع و تشنج‌های دوران کودکی نگاشته‌است. نخستین کتاب او تحت عنوان «صرع در کودکی و نوجوانی» (آلمانی: Epilepsien im Kindes- und Jugendalter) یک کتاب استاندارد درسی-آموزشی در کشورهای آلمانی‌زبان بود. در ۱۹۷۳ میلادی، «خلاصه‌نامهٔ صرع» را برای بنیاد پژوهش آلمان نوشت. سپس کتابی در زمینهٔ مبانی ژنتیکی صرع نگاشت و سرانجام کتابی در زمینهٔ کاربرد نوار مغزی در صرع کودکان منتشر کرد که به زبان انگلیسی نیز ترجمه شده‌است. وی طی سال‌های ۱۹۷۶ تا ۱۹۷۷ میلادی، رئیس جامعهٔ متخصصان مغز و اعصاب کودکان و در سال‌های ۱۹۷۷ تا ۱۹۷۹ میلادی، رئیس بخش آلمانی اتحادیه بین‌المللی علیه صرع و از سال ۲۰۰۴، رئیس انجمن صرع‌شناسی آلمان بود.